# Hydrovatus sitistus
Hydrovatus sitistus är en skalbaggsart som beskrevs av Omer-cooper 1963. Hydrovatus sitistus ingår i släktet Hydrovatus och familjen dykare. Inga underarter finns listade i Catalogue of Life.